# Meridiosignum disparitergum
Meridiosignum disparitergum là một loài chân đều trong họ Paramunnidae. Loài này được Doti & Roccatagliata miêu tả khoa học năm 2009.